# 잉그리드 토랜스
잉그리드 토랜스(Ingrid Torrance, 1969년 12월 29일 ~ )는 캐나다의 배우이다.
뉴웨스트민스터에서 태어났다.

## 영화
- 라이프 언익스펙티드 (2010년) - 닥터 역
- 아이스 토네이도 (2009년) - Dr. 오스틴 역
- 임펄스 (2008년)
- 홈 바이 크리스마스 (2006년)
- 플라이트 93 (2006년)
- 베리 쿨 크리스마스 (2004년)
- 4400 (2004년)
- 스쿠비 두 2 - 몬스터 대소동 (2004년)
- 캠퍼스 컨닝왕 (2002년)
- 안드로메다 (2000년)
- 스톰 인 썸머 (2000년)
- 라스트 서바이버 (2000년)
- 헤븐스 파이어 (1999년)
- 더블 크라임 (1999년)
- 인스펙트 (1998년)
- 빅 불리 (1996년)